# テセック
株式会社テセック（英文社名:TESEC Corporation）は、東京都東大和市に本社を置く半導体デバイスの測定器（テスタ）及び自動搬送機（ハンドラ）を製造、販売するメーカー。

## 主力製品
半導体製造工程に使用する半導体検査装置

### テスタ
- ディスクリートデバイス用テスタ

小信号からパワーデバイスまで広範囲のデバイス電気特性のテストを行うテスタ
- 熱抵抗テスタ

過渡熱抵抗の測定を行うテスタ
- L負荷テスタ

MOSFETの誘導負荷におけるターンオフ時に波形を監視し、V-GATE、IH、ILで規定された安全動作領域（SOA）を通過するかを判定するテスタ
- ダイナミックテストシステム

MOSFET及びIGBTのスイッチング特性の測定を行うテスタ
- IPD/IPMテストシステム

駆動回路や自己保護機能を組み込んだ複合素子測定を行うテスタ
- Rgテスタゲートチャージテスタ

MOSFETのゲート抵抗を抽出し測定を行うテスタ
- Qgテスタ

MOSFETのゲートチャージの測定を行うテスタ

### ハンドラ
- MEMSデバイス用ハンドラピックアンドプレース

ジャイロスコープや加速度計等MEMSデバイスの環境試験（高温･低温）が測定可能なハンドラ
- フィルムフレームストリップハンドラ（MAPシステム）

QFNやWLCSPなどのデバイスをウエハリング上で測定し収納するシステム
- 自重落下方式ハンドラ

SOやパワーパッケージデバイスの環境試験（高温･低温）が測定可能なハンドラ
- タレット式ハンドラ

回転テーブルタイプで様々な供給形態に対応する高処理能力ハンドラ
- リードフレームストリップハンドラ

リードフレームにマトリックス状に配列されたデバイスを個片化する事無く環境試験（高温）が測定可能なハンドラ

## 沿革
- 1969年　半導体製造装置および検査装置の研究開発･製造･販売を目的として、東京都東大和市に株式会社テスを設立
- 1969年　ワイヤボンダ、ディスクリート用テスタ･ハンドラを開発
- 1972年　本社を東京都東大和市大字芋窪（現在地）に移転
- 1980年　商号を株式会社テセックに変更
- 1980年　長野県上伊那郡箕輪町に伊那事業所を設立
- 1982年　アメリカ コネチカットにアメリカ事務所を設立
- 1983年　マレーシア クアラルンプールに現地法人 TESEC (M) Sdn. Bhd.を設立
- 1984年　アメリカ事務所を現地法人化し、TESEC Inc.を設立
- 1988年　MS-Windowsを採用したディスクリートデバイステスタを開発
- 1999年　ISO9001認証取得
- 1999年　フィルムフレームストリップハンドラ（MAPシステム）を開発
- 2000年　店頭登録銘柄として日本証券業協会に登録（資本金25億円）
- 2003年　中国 上海に現地法人 TESEC China (Shanghai) Co., Ltd.を設立
- 2004年　熊本県上益城郡益城町にテセック熊本を設立
- 2004年　日本証券業協会への店頭登録を取消し、ジャスダック証券取引所に株式を上場
- 2004年　ディスクリートデバイステスタ（881-TT） 1,000台出荷達成
- 2005年　小信号高速ハンドラを開発
- 2006年　ISO14001認証取得
- 2008年　横河電機株式会社よりハンドラ事業を譲り受ける[2]
- 2013年　東京証券取引所と大阪証券取引所の統合に伴い、東京証券取引所JASDAQ（スタンダード）に上場
- 2014年　MEMSハンドラを開発し、製造･販売開始
- 2016年　株式会社東京精密とパワーデバイス測定システム「Fortia」を共同開発し、製造・販売開始
- 2019年　創立50周年を迎える
- 2020年　トライテンプMAPハンドラを開発
- 2021年　トライテンプTABハンドラを開発
- 2021年　本社社屋において、CASBEE不動産評価認証(Sランク)取得

## 事業所
- 【本社】東大和（東京都東大和市上北台）
- 【事業所】伊那（長野県上伊那郡箕輪町）
- 【事業所】熊本（熊本県上益城郡益城町）

## グループ会社
- TESEC Incorporated （アメリカ）
- TESEC (M) Sdn. Bhd. （マレーシア）
- TESEC China (Shanghai) Co., Ltd. （中国）